# Сім'я Коломбо
Злочинна сім'я Коломбо є наймолодшою з «п'яти сімей», яка займається організованою злочинністю в Нью-Йорку та в інших містах США, як частина американської мафії. Саме під час організації Лакі Лучіано американської мафії після Кастелламарської війни і вбивств Джузеппе Массеріа та Сальваторе Маранцано, банда Джо Профачі була визнана Злочинною Сім'єю Профачі.
Сім'я бере свій початок від бутлегерскої банди, сформованої Джо Профачі в 1928 році. Профачі буде правити своєю сім'єю без перебоїв або проблем до кінця 1950-х років. За час свого існування, Сім'я тричі розпадалась через внутрішні війни. Перша війна відбулася в 1950-х роках, коли Джо Галло (англ. Joe Gallo) повстав проти Профачі, але все зійшло нанівець на початку 1960-х років, коли Галло був арештований, а Профачі умер від раку.
Родина не возз'єднювалася до початку 1960-х років за часів Джозефа Коломбо. У 1971 році почалася друга сімейна війна після звільнення Галло з в'язниці та розстрілу Коломбо. Прихильники Коломбо на чолі з Карміном Персіко виграли другу війну після вигнання залишків команди Галло в сім'ю Дженовезе в 1975 році. Потім сім'я буде насолоджуватися більш ніж 15-річним миром під керівництвом Персико і його ряду чинних босів.
У 1991 році вибухнула третя і найкривавіша війна, коли чинний бос Віктор Орена (англ. Victor Orena) спробував перейняти владу від Карміна Персіко, який в той час був у в'язниці. Сім'я розпалася на дві фракції, якими почали керувати Орена та Персіко. Внаслідок чого почалися постійні конфлікти та свавілля. Закінчилося все в 1993 році, коли загинули 12 членів сім'ї, а Орена був поміщений у в'язницю, в результаті чого Персіко став переможцем. Персіко продовжував керувати сім'єю до своєї смерті у 2019 році, але вона так і не оговталася від війни. У 2000-х роках сім'я зазнала подальших змін в результаті численних обвинувачувальних вироків по федеральних справах про рекет, а численні члени сім'ї стали урядовими свідками. Багато правоохороних органів вважають, що злочинна сім'я Коломбо є найслабшою з п'яти сімей Нью-Йорка. 7 березня 2019 року бос сім'ї Кармін Персіко помер.
Станом на 2017 рік чисельність банди Коломбо, за різними підрахунками, становить від 90 до 110 «посвячених», а також понад 500 соратників.

## Історія

### Виникнення
У вересні 1921 року Джозеф Профачі прибув в Нью-Йорк з Віллабате, Сицилія, Італія. Після деякого часу перебування в Чикаго стосовно свого бізнесу, Профачі повернувся в Бруклін в 1925 році і став відомим імпортером оливкової олії. 27 вересня того ж року Профачі отримав американське громадянство. З успіхом у бізнесі з імпорту оливкової олії, Профачі уклав угоду з друзями зі свого старого міста на Сицилії, а одним із найбільших покупців був бандит із Тампи Ігнаціо Італьяно (англ. Ignazio Italiano).
Профачі контролював невелику злочинну банду, яка діяла переважно в Брукліні. Панівні групи Cosa Nostra в Брукліні очолювали Френкі Єль (англ. Frankie Yale), Джузеппе Массеріа, Ніколо Широ (англ. Nicolo Schiro) і бос босів Сальваторе Д'Аквіла (англ. Salvatore D'Aquila).
1 липня 1928 року Френкі Єль був убитий одним із людей з оточення Аль Капоне.